# Stanhope (Durham)
Stanhope es una localidad situada en la parroquia civil homónima, en la autoridad unitaria del condado de Durham, Inglaterra (Reino Unido). Tiene una población estimada, a mediados de 2018, de 1633 habitantes.
Está situada a unos 20 km de Durham.
La parroquia civil de Stanhope es la más grande de Inglaterra e incluye: Bollihope, Bridge End, Brotherlee, Copthill, Cornriggs, Cowshill, Crawleyside, Daddry Shield, East Blackdene, Eastgate, Frosterley, Hill End, Ireshopeburn, Killhope, Lanehead, Lintzgarth, New House, Rookhope, Shittlehope, St John's Chapel, Unthank, Wearhead, West Blackdene, Westgate y White Kirkley.